# Stazzona
Stazzona là một đô thị ở tỉnh Como trong vùng Lombardia, có cự ly khoảng 70 km về phía bắc của Milano và khoảng 40 km về phía đông bắc của Como. Tại thời điểm ngày 31 tháng 12 năm 2004, đô thị này có dân số 672 người và diện tích là 7,5 km².
Stazzona giáp các đô thị: Consiglio di Rumo, Dongo, Germasino.